# Mirostowickie Zakłady Ceramiczne
Mirostowickie Zakłady Ceramiczne (niem. Ullersdorfer Werke A.G.) – zlikwidowane przedsiębiorstwo przemysłu ceramicznego z siedzibą w Mirostowicach Dolnych (powiat żarski, województwo lubuskie).

## Historia

### Do 1945
Zakład powstał w latach 70. XIX wieku (podawana jest m.in. data 1873). Został zarejestrowany 5 stycznia 1877. Produkował m.in. ceramikę budowlaną, elementy ceramiczne fontann, kominków, portali i pomników, okładziny ceramiczne ścian, terakotę i klinkier. W 1895, na wystawie w Lubece, otrzymał złoty medal. Od 1896 stał się spółką akcyjną. Większość akcji w 1933 trafiła do Siegersdorfer Werke. 

### Po 1945
W czasie II wojny światowej w zakładzie produkowano części samolotów. W 1945 zakłady zostały zniszczone przez Niemców, zdewastowane przez Sowietów, a resztę ocalałego wyposażenia wywieziono potem do innych zakładów ceramicznych w centralnej Polsce. W latach 1947–1948 obiekt odgruzowano i uporządkowano ręcznie dzięki pracy osadników. W trzeciej dekadzie czerwca 1948 rozpoczęto wytwarzanie cegły klinkierowej. 10 lutego 1949 r. fabryka została przejęta na własność państwa i wcielona do Zjednoczonych Zakładów Wyrobów Kamionkowych w Ziębicach. Cały transport zakładowy odbywał się z użyciem barków i rąk pracowników. Surowiec (np. iły mioceńskie) produkcyjny wydobywano z własnej kopalni położonej nieopodal zakładu. W 1961 wzniesiono i uruchomiono nową gazownię z trzema gazogeneratorami. W dalszej kolejności wybudowano nową kotłownię i inne budowle. Produkowano wówczas m.in. cegłę o podwyższonej wytrzymałości (w dużych ilościach dla Rybnickiego Okręgu Węglowego) i płytki okładzinowe (np. dla hotelu Merkury w Poznaniu). Produkcję tych białoszkliwionych płytek zainicjowano w 1962, a stało się to dzięki uruchomieniu elektrycznego pieca tunelowego do wypalania porcelitu typu Kerabedarf (wówczas jedynego takiego w Polsce). Od 1965 podjęto produkcję wyrobów porcelitowych, np. kubków barowych, czy ceramicznych czajników elektrycznych oraz naczyń żaroodpornych. W 1966 uruchomiono modelarnię, w której zatrudniono Eryka Figla, projektanta ceramiki użytkowej, który wykształcił liczne grono uczniów. W 1967 zakończono produkcje płytek, a od 1975 produkowano już tylko wyroby porcelitowe, część z nich w kooperacji z innymi zakładami na terenie kraju (m.in. garnitury do kawy, wazy, bigośnice, kubki, kwasiarki, bulionówki, wazony, popielniczki, kufle oraz w kooperacji - imbryki elektryczne, butelki, lampy i zegary). W 1989 łączna wartość sprzedaży wyniosła 3,5 miliarda złotych, a kilka procent wyrobów trafiało na eksport (Belgia, Francja, RFN). Na początku 1990 załoga przedsiębiorstwa liczyła 441 osób. Produkowano wówczas głównie salaterki, pojemniki kuchenne na towary sypkie, kubki, filiżanki, bulionówki, wazony i popielniczki, a także umywalki i muszle klozetowe. 

### Likwidacja
Jesienią 1991 wojewoda zielonogórski postawił zakłady w stan likwidacji. W 1992 ogłoszono upadłość przedsiębiorstwa, ale sąd umorzył to postępowanie. W 1993 wznowiono proces likwidacyjny. Sposób likwidacji (proces zakończono w 1996) wzbudzał wiele kontrowersji. W tych latach i później budynki zakładowe zostały zdewastowane i popadły w ruinę. 